# Holbrookia elegans
Espèce
Synonymes
- Holbrookia thermophila Barbour, 1921

Statut de conservation UICN

 LC  : Préoccupation mineure
Holbrookia elegans est une espèce de sauriens de la famille des Phrynosomatidae.

## Répartition
Cette espèce se rencontre :
- aux États-Unis dans le Nouveau-Mexique ;
- au Mexique dans le Chihuahua.

## Description
Ce lézard est terrestre et vit dans des zones désertiques, arides ou des forêts clairsemées entre 300 et 1 200 m d'altitude.

## Liste des sous-espèces
Selon The Reptile Database (18 février 2013) :
- Holbrookia elegans elegans Bocourt, 1874
- Holbrookia elegans thermophila Barbour, 1921

## Publications originales
- Barbour, 1921 : A new lizard from Guaymas, Mexico. Proceedings of the New England Zoölogical Club, vol. 7, p. 79-80 (texte intégral).
- Bocourt, 1874 : Études sur les Reptiles. Mission Scientifique au Mexique et dans l'Amérique Centrale. Recherches Zoologiques. vol. 3 (sect. 1). Imprimerie Impériale, Paris.